# Тодор Горчев
Тодор Горчев е бивш български футболист, защитник. Играл е за Владислав (София) от 1926 до 1927 и за Шипка (София) от 1927 до 1933 г. Има 12 мача за националния отбор (1930 – 1932 г.). Носител на Купата на БОК в София (1931) и на Балканската купа в Белград (1932 г.).
Умира твърде млад след операция от апендисит, но се утвърждава като сигурен бранител с всеотдайна, красива и спортсменска игра. Удостоен посмъртно със званието „Заслужил майстор на спорта“ (1967).